# ジョン・マナーズ (第2代ラトランド公爵)
第2代ラトランド公爵ジョン・マナーズ（英語: John Manners, 2nd Duke of Rutland KG、1676年9月18日 – 1721年2月22日）は、イギリスの貴族。1679年から1703年までルース男爵の儀礼称号を、1703年から1711年までグランビー侯爵の儀礼称号を使用した。

## 生涯
1676年9月18日、初代ラトランド公爵ジョン・マナーズとキャサリン・リズリー・ノエル（第3代カンプデン子爵バプティスト・ノエルの娘）の次男（長男は夭折）として生まれた。
1711年1月10日、父の死去に伴いラトランド公爵の爵位を継承した。1712年から1715年ラトランド統監を、1714年から1721年までレスターシャー統監およびレスターシャー首席治安判事を務めたほか、1714年10月16日にガーター勲章を授与された。
ホイッグ党の一員としてダービーシャー選挙区（1701年）、レスターシャー選挙区（1701年 – 1702年、1710年 – 1711年）、グランサム選挙区（1705年 – 1710年）選出の庶民院議員を務めた。

## 家族
1693年8月17日、ウィリアム・ラッセルの娘キャサリン（1711年10月31日没）と結婚した。2人は3男3女をもうけた。
- ジョン（1696年 – 1779年） - 第3代ラトランド公爵
- ウィリアム（英語版）（1697年 – 1772年） - 庶民院議員
- トマス（1723年没）
- キャサリン（1780年没） - 1726年、ヘンリー・ペラムと結婚
- エリザベス（1730年没） - ジョン・モンクトン（後の初代ゴールウェイ子爵）と結婚
- フランシス - 1732年9月2日、リチャード・アランデル（英語版）と結婚

1713年1月1日、第2代シェラード男爵ベネット・シェラードの娘ルーシー（1751年10月27日没）と再婚、下記の子女をもうけた。
- シェラード（英語版）（1713年頃 – 1742年） - 庶民院議員
- ルーシー（1717年頃 – 1788年6月18日） - 1742年10月28日、第2代モントローズ公爵ウィリアム・グラハムと結婚
- ジェームズ（1720年 – 1790年11月1日）
- ジョージ（1721年12月没） - 夭折
- キャロライン（1769年11月10日没） - 第5代準男爵サー・ヘンリー・ハーパー（英語版）（1748年没）と結婚、1753年7月17日に第4代準男爵サー・ロバート・バーデット（英語版）（1797年没）と再婚
- ロバート（英語版）（1721年頃 – 1782年） - 陸軍軍人
- ヘンリー（1745年没）
- チャールズ（英語版）（1761年没） - 陸軍軍人

### 註釈
1. ↑  彼の名乗っていたルース男爵は現在ラトランド公爵家が保有する『ルース男爵位(1896年創設の連合王国貴族爵位)』ではなく、単に彼が仮冒していたもの。保持していたマナーズ男爵では家名と重なるため、父方の家系ルース男爵家に因んで、この儀礼称号を用いた。